# Cradoscrupocellaria serrata
Cradoscrupocellaria serrata is een mosdiertjessoort uit de familie van de Candidae. De wetenschappelijke naam van de soort is, als Scrupocellaria serrata, voor het eerst geldig gepubliceerd in 1909 door Waters.